# Menhir partido de Er Grah
El gran menhir partido de Er Grah (en francés: Grand menhir brisé d'Er Grah; en bretón: Men ar hroëc'h) es el monolito más alto de la prehistoria occidental. Ubicado en la comuna de Locmariaquer en Francia. Forma parte del conjunto megalítico de Locmariaquer junto al dolmen de la Table des Marchand y el túmulo de Er Grah.

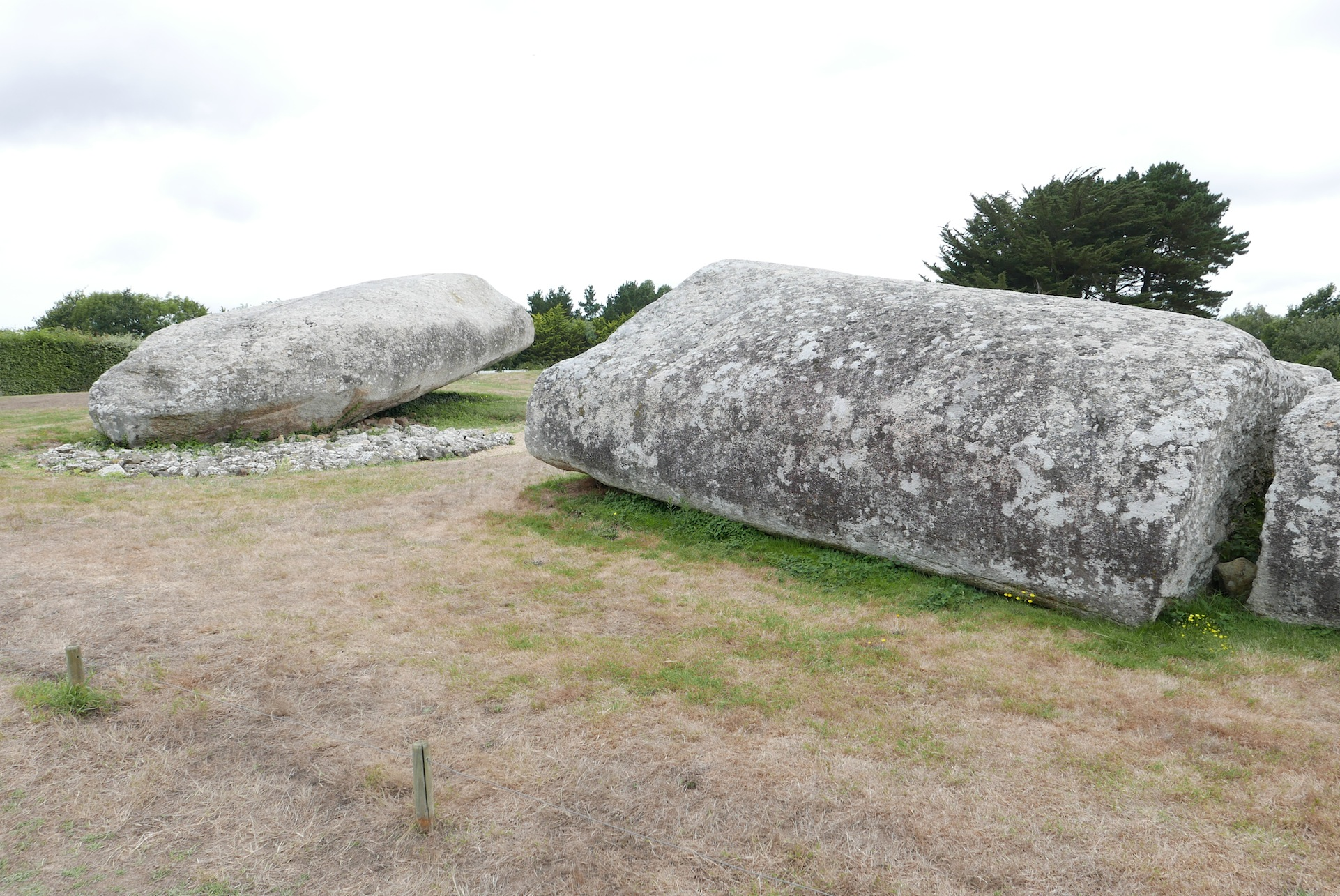
Gran menhir partido de Er Grah

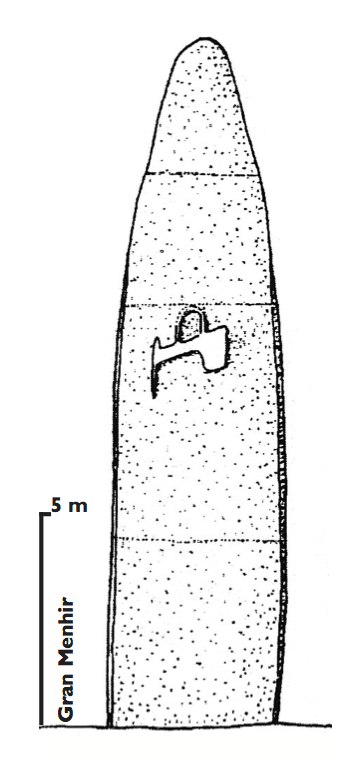
Esquema del gran menhir de Er Grah

## Características
Medía aproximadamente 20 metros de largo pero actualmente está roto en cuatro partes. Cuando se erigió en el 4.500 a. C. alcanzaba unos 18,5 metros de altura sobre el suelo. Pesa unas 280 toneladas. Fue tallado y transportado desde varios kilómetros al lugar donde se emplazó, pero no se sabe aún con qué técnicas se hizo dicho traslado. Pero se cree que para levantarlo se utilizó una rampa de tierra y volcaron el menhir en una fosa y lo levantaron con ayuda de palancas y cabrias. Una vez levantado fue pulido con percutores de cuarzo para darle el aspecto actual.
Se cree que en el emplazamiento, donde hay otras 18 fosas, se colocarían otros menhires formando una fila de menhires.

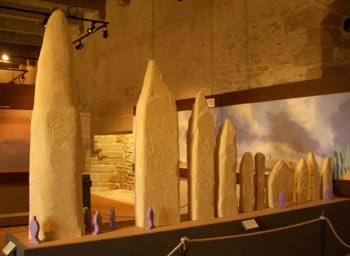
Réplica del posible alineamiento de los menhires de Locmariaquer

## Cronología
El conjunto se erigió en el 4500 a.C. aproximadamente pero fue derribado entre el 4300 y el 4200 a. C. No se conoce la causa de este derribo. Se postulan dos teorías: la caída a causa de un terremoto, o, por la voluntad de los pobladores de la época.

## Función
No se conoce, pero según el profesor Alexander Thom el sitio puede haber servido como un marcador lunar, con el cual la gente de la época podría haber calculado el ciclo lunar de 18.6 años observando las piedras desde las posiciones de los alrededores. Además Thom predijo la localización de diferentes sitios arqueológicos a partir de su hipótesis. 